# A számítógép története

A számítógép az információfeldolgozás eszköze, a bevitt inputokat a programnak megfelelő outputtá alakítja.

A számítógép története lényegében az első számítógépek kialakításával kezdődik és a számítógép gyorsabbá, olcsóbbá, elérhetőbbé tételének folyamatát rögzíti.
A számítógépek a kézzel működtetett eszközökből a lyukkártyás, majd az előre programozott számítógépek irányába fejlődtek. A számítógép történetének ebben a szakaszában jelentős előrelépések történtek a számítógép architektúrájának fejlődésében, vagyis az adatbevitellel és -megjelenítéssel, tárolással, feldolgozással foglalkozó részek kidolgozásában és összekapcsolásában. A számítógép történetével szorosan összefügg a számítógépet alkotó részegységek története, mint például a processzor, a központi memória, a háttértár, a bemeneti (input) és kimeneti (output) eszközök.
A 21. században sem állt le a számítógépek fejlődése, az újabb előrelépések elsősorban a számítógépek összekapcsolása, hálózatba szervezése terén, illetve a mindennapi élet használati tárgyaiba való integrálás terén jelentkeznek.
A számítógép sebességének, kapacitásának növekedése, méretének és költségének (beszerzés és üzemeltetés) csökkenése a számítógép történetének egyik legmeghatározóbb eleme.

## Előzmények

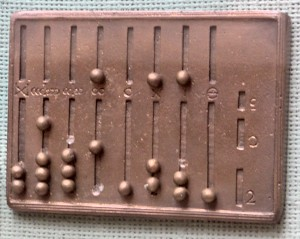
Egy római kori abakusz rekonstrukciója

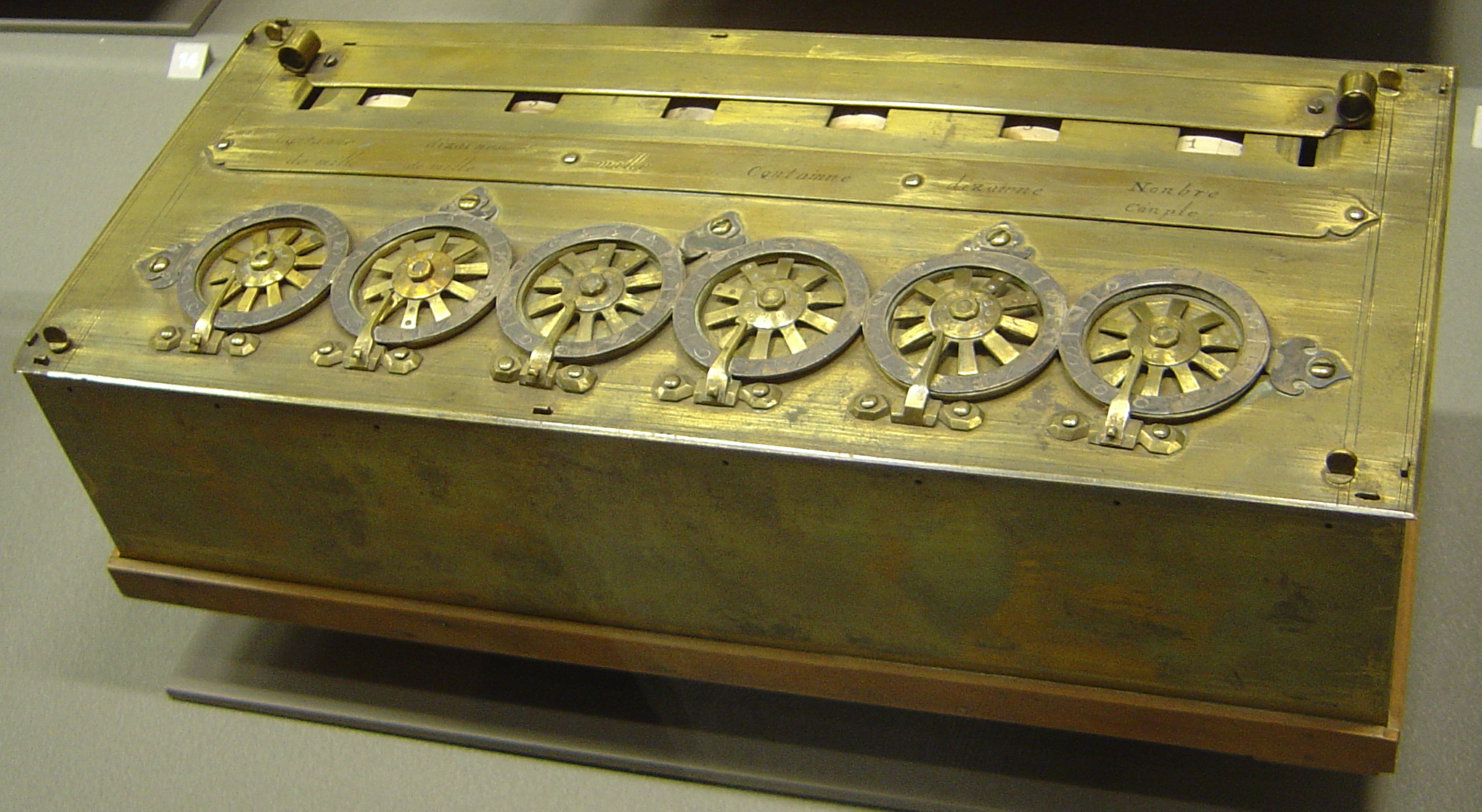
Pascal számológépe (1652)

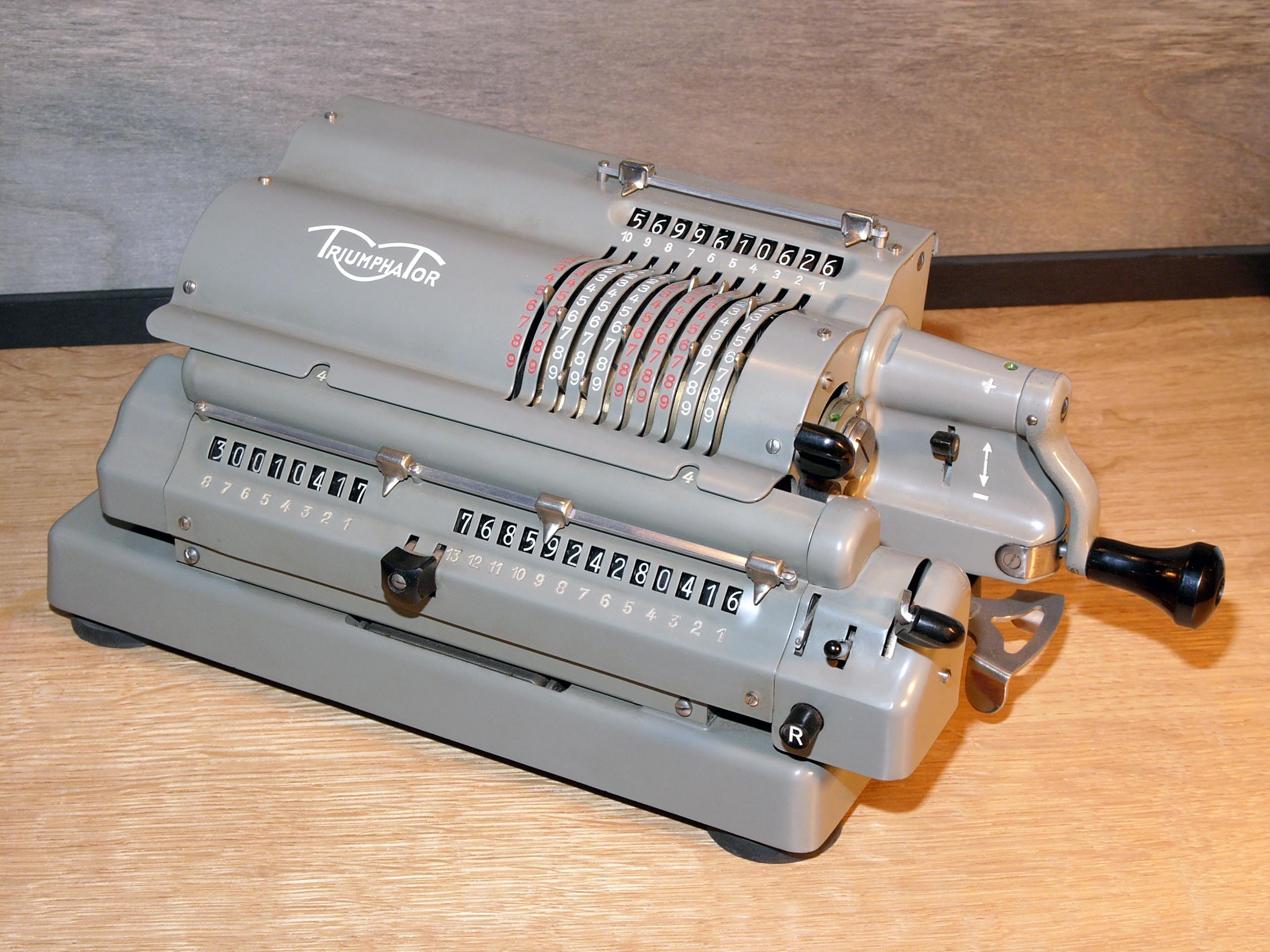
Egy NDK-beli mechanikus számológép 1958-ból

- Az első ismert mechanikus számológép, az abakusz, kb. 5000 éves. Eszközöket egyébként kb. 300 000 éve használ az emberiség, míg a számfogalmat vélhetően körülbelül 30 000 éve ismeri. Az abakusz a bonyolultabb számításokhoz nem elegendő, mert túlságosan lassú.
- John Napier
- Murchiston (1550–1617) az úgynevezett Napier-csontok segítségével gépesítette a szorzás műveletét.
- Edmund Gunter (1581–1626) – elődei ismereteit felhasználva – 1620-ban logaritmikus számolólécet szerkesztett (logarléc). E találmány időtállóságát mi sem bizonyítja jobban, mint az a tény, hogy az 1980-as évek elejéig még középiskolai tananyag volt a logarléc használatának elsajátítása.

### Mechanikus számológépek
Rengeteg félig-meddig dokumentált történet, legenda kering ókori kínai, görög és későbbi arab tudósok és feltalálók által tervezett, esetleg épített gépekről, automatákról (Arkhimédész, Eratoszthenész, Hérón, Mo Ti, Löw rabbi Góleme stb.). Nem mindig tudjuk eldönteni, mennyi igazság van ezekben. Annyi bizonyos, az emberiség ősidők óta szeretett volna fizikai/szellemi munkára képes, lehetőleg önirányított gépeket, automatákat, de legalább egy számológépet építeni, erről tanúskodik például Raymond Lullus 1275 körül írt és közzétett mechanikus gépének terve.
A 17. századtól több megvalósult próbálkozás is történt mechanikus számológép építésére. Az igazán hatékony mechanikus számológép építésének azonban komoly technikai korlátai vannak. Úgy tűnik, hogy a fizikának ez a tartománya túl „durva” ahhoz (az épített gépek lassúak, drágák, nagyok, nehézkesek), hogy a papíron végzett kézi számolásnál jóval hatékonyabban működő információfeldolgozó gép építését lehetővé tegye.
- 1623: Az első ismert mechanikus számológép megjelenése, megalkotója Wilhelm Schickard. Az átvitelt egy tízfogú és egy egyfogú fogaskerék segítségével valósítja meg. E gép mind a négy alapműveletet el tudta végezni.
- 1642: Blaise Pascal (1623–1662) egy mechanikus összeadó-kivonógépet szerkeszt, amelyben a főszerep szintén a fogaskerekeké volt. A tízes számrendszerre épül, 8 jegyű számokat tud maximálisan kezelni. Olyan nagy népszerűségnek örvendett a korban, hogy elkezdték sorozatban gyártani. E géptípusból mára körülbelül 50 maradt fenn.
- 1673: Gottfried Wilhelm Leibniz (1646–1716) tökéletesíti Pascal gépét, így mind a négy alapművelet elvégezhető a géppel. Az összeadás-kivonás szintén fogaskerekek hajtogatásán alapul, a szorzás egy váltótárcsa segítségével valósulhat meg. Leibniz először fogalmazza meg azt az elvet, hogy célszerűbb lenne a kettes számrendszerben dolgozni, de a számok hossza miatt ezt nem tudja megvalósítani.
- 1820 Charles Xavier Thomas de Colmar (1785–1870) francia matematikus a francia hadseregben való szolgálata közben megépítette az első kereskedelmi forgalomba került, és széles körben elterjedt mechanikus számológépet. Ez képes volt mind a négy alapművelet elvégzésére. A gép terjesztése jelentős üzleti sikert hozott a forgalmazóinak, és egészen az első világháborús évekig használták. Colmar egy automata, programvezérelt gép (számítógép) építésének gondolatát is felvetette.

### Kempelen Farkas beszélőgépe
1769-ben a magyar Kempelen Farkas billentyűzetvezérlésű hangszintetizátort kezdett építeni, amit 1782-ben mutatott be először. Ez a gép ugyan nem volt programozható, billentyűkkel és nyílások (csövek) ujjal való befogásával, illetve egyéb mechanikus módokon kézileg lehetett vezérelni, és mechanikus elveken alapult (fabillentyűkből és faházból, fémből álló hangképző „szervekből” és egy bőrből, később gumiból készült légtölcsérből állt), de megmutatta, hogy olyan komplex feladatokat is lehet gépileg szimulálni, mint az emberi hang képzése. A gép szótagokat és rövid szavakat tudott „kimondani” (bár a kezeléséhez sok gyakorlás kellett). Több mint 100 évig senki sem tudott Kempelenénél jobb hangszintetizátort építeni.

### A programozás feltalálása

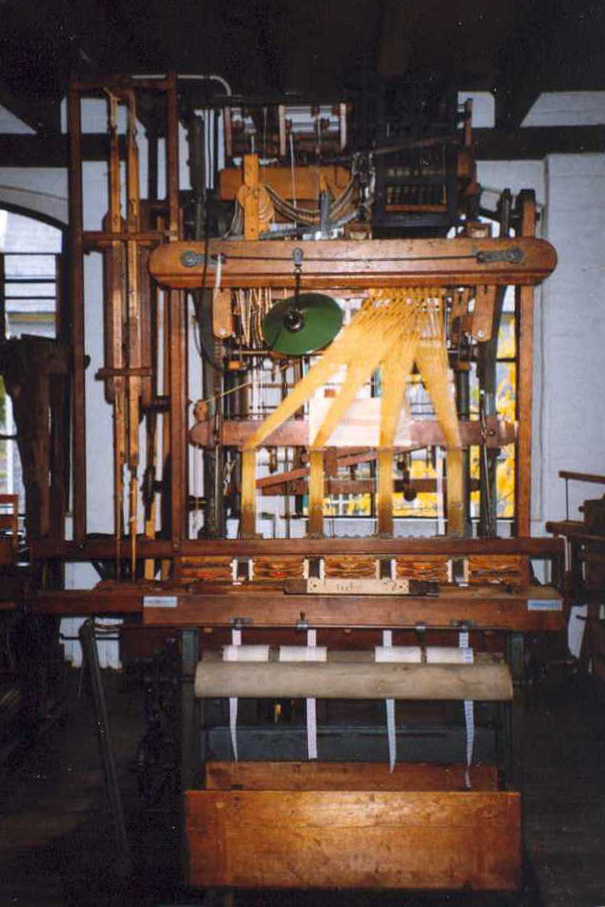
A Jacquard-féle szövőgép

- 1786: Johann Müller német hadmérnök megfogalmazza, hogy szükség van a részeredmények tárolására. Ezen tárolót regiszternek nevezi el és feladatának az adatok ideiglenes elhelyezését jelöli meg.
Az adatok és részeredmények tárolása egyrészt alapfeltétele a programozhatóságnak, másrészt tényleges lépés afelé.
- 1820-ban Joseph Marie Jacquard olyan mechanikus szövőgépet épített, mely automatikusan, külső programozás révén szőtt mintákat: a gépet kartonból készült lyukkártya vezérelte, amely a mintákat tárolta. A gép széles körben elterjedt, alkalmazták is a szövőiparban, és létezése olyan tudósokat befolyásolt, mint Neumann János (tudjuk, hogy barátaival élénk eszmecseréket folytatott erről és hasonló gépekről).

### Babbage programozható számológépei
Sok gépet tervezett Charles Babbage (1792–1871) is. 1812-ben rájött a gépek és matematika közötti összhangra. Ő fogalmazta meg először azokat a követelményeket, amelyeknek minden programozható számológépnek meg kell felelnie:
- ne kelljen mindig beállítani a számokat, meg lehessen adni egyszerre az összes számot és műveletet (ez például a lyukkártya segítségével oldható meg);
- legyen utasítás (a művelet a lyukkártyán);
- legyen külső programvezérlés (a lyukkártyákon tárolt utasítássorozat, a program);
- legyen bemeneti egység (ez a lyukkártyát olvasó berendezés);
- legyen olyan egység, amely a kiindulási és a keletkezett számokat tárolja (memória);
- legyen aritmetikai egység, amely számológépen belül a műveleteket végzi el;
- legyen kimeneti egység (a gép nyomtassa ki az eredményt).

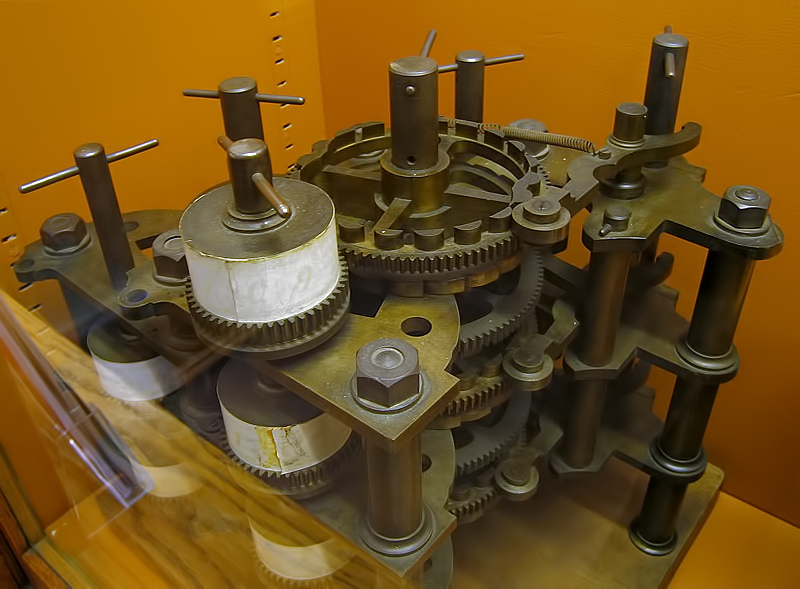
Babbage differenciálgépe

Babbage elvben konstruált ilyen gépet, az „Analytical engine”-t (1834), amely 20 jegyű számokkal végzett műveleteket. Nem tudta azonban megépíteni, mert a kor technikája nem tette még lehetővé (például a súrlódást nem tudta lecsökkenteni). Csak száz év múlva építették meg valójában a Babbage által megálmodott gépet.
Ada Lovelace asszony (1816–1851) ugyanakkor Babbage képzeletbeli gépéhez leírta azon módszereket, ahogyan programot lehet rá készíteni. Megjelennek nála az algoritmusok egyes lépései (GOTO, STOP). Ily módon tehát Ada az első ismert programozó. (Az Ada programozási nyelvet később róla nevezik el.)
Még 1822-ben Babbage épített egy másik, gőzzel hajtott gépet, amely differenciálni is tud, a függvények differenciálhányados-függvényét közelítő módszerekkel számolja. Ez volt a differenciálgép (Difference Engine).

### A 19. század második felének fejlődése

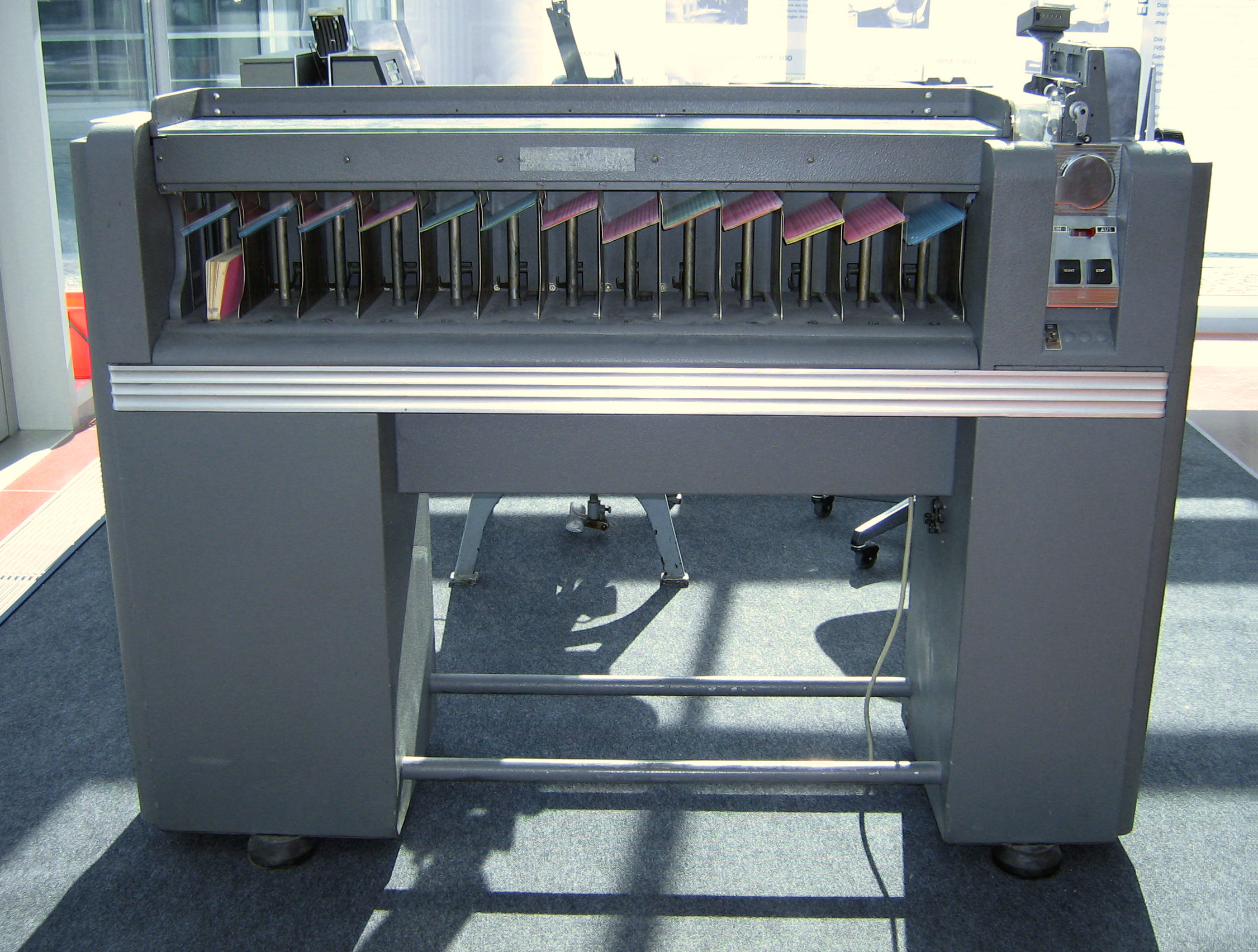
IBM lyukkártyarendező gép („szorter”)

- 1853 George Boole An Investigation of the Laws of Thought on Which are Founded the Mathematical Theories of Logic and Probabilities című művében publikált áramkörelméletben is alkalmazható logikai algebrája a későbbi digitális működésű gépek tervezésének alapjait jelentette.[1]
- 1887 Herman Hollerith (1860–1929) nagy tömegű adat statisztikai feldolgozására alkalmas gépet épít. A kifejlesztését az tette szükségszerűvé, hogy az USA-ban a népszámlálás (1890) feldolgozása hagyományos módszerekkel mintegy 3 évet (mások szerint 10 évet) vett (volna) igénybe, a végül szükségesnek bizonyult 6 hét helyett. A gép lyukkártyákat tudott rendezni és szétválogatni, amit mechanikusan tudott megoldani, tűk segítségével. A (papír) lyukkártyák egydolláros nagyságúak voltak. Hollerith 1924-ben alapított cégéből fejlődött ki a későbbi IBM.

### Elektromechanikus számológép
Az első számológép feltalálásától több mint 300 évet kellett várni arra, hogy a mechanikus gépeket felváltsák az elektronikus eszközök. 1936-ban Konrad Zuse megalkotta az első programozható elektromechanikus számológépet, a Z1-et.

## Az elektronikus számítógép története

### Elektromechanikus számítógépek

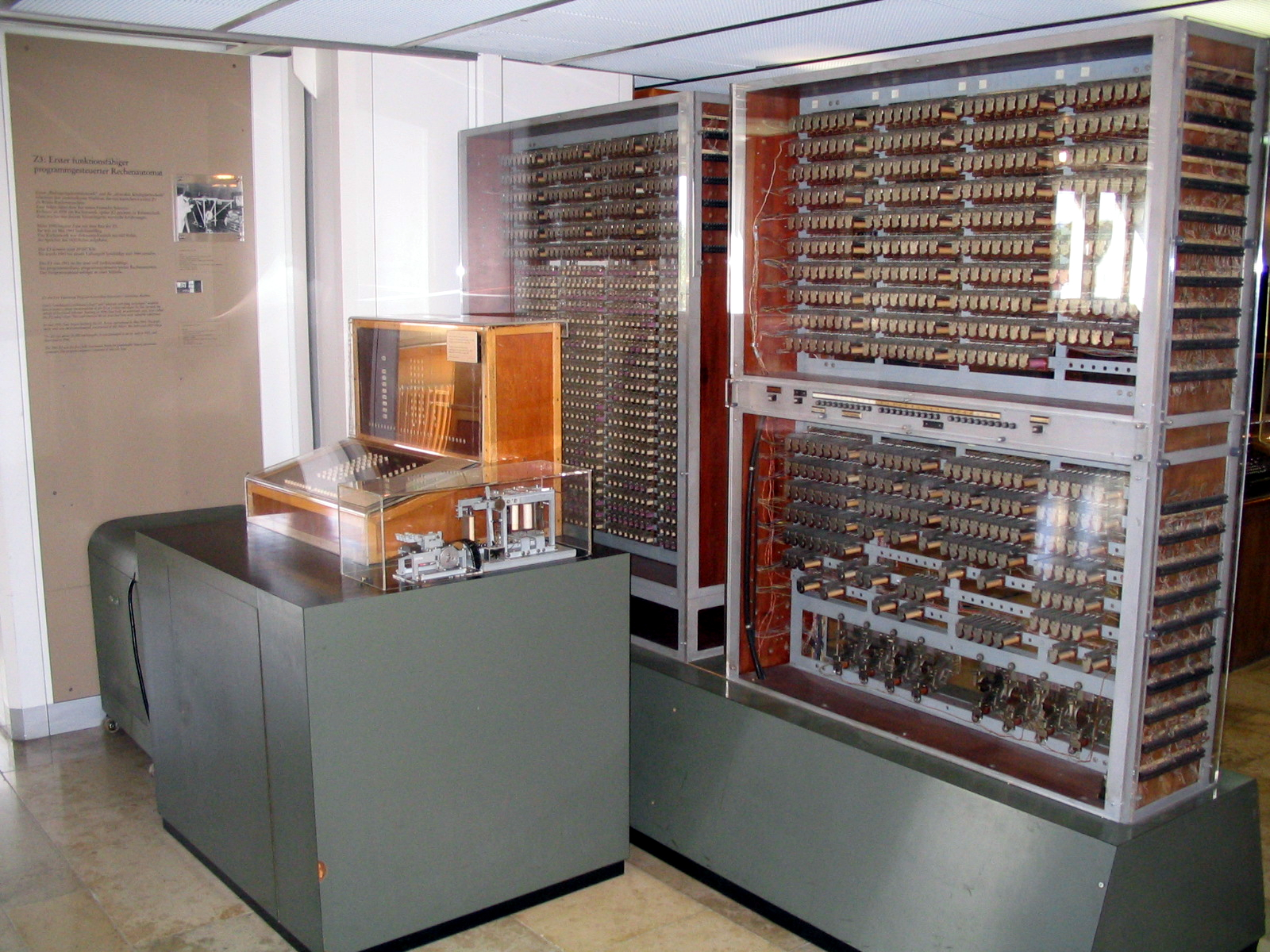
Z3 replika a Deutsches Museumban

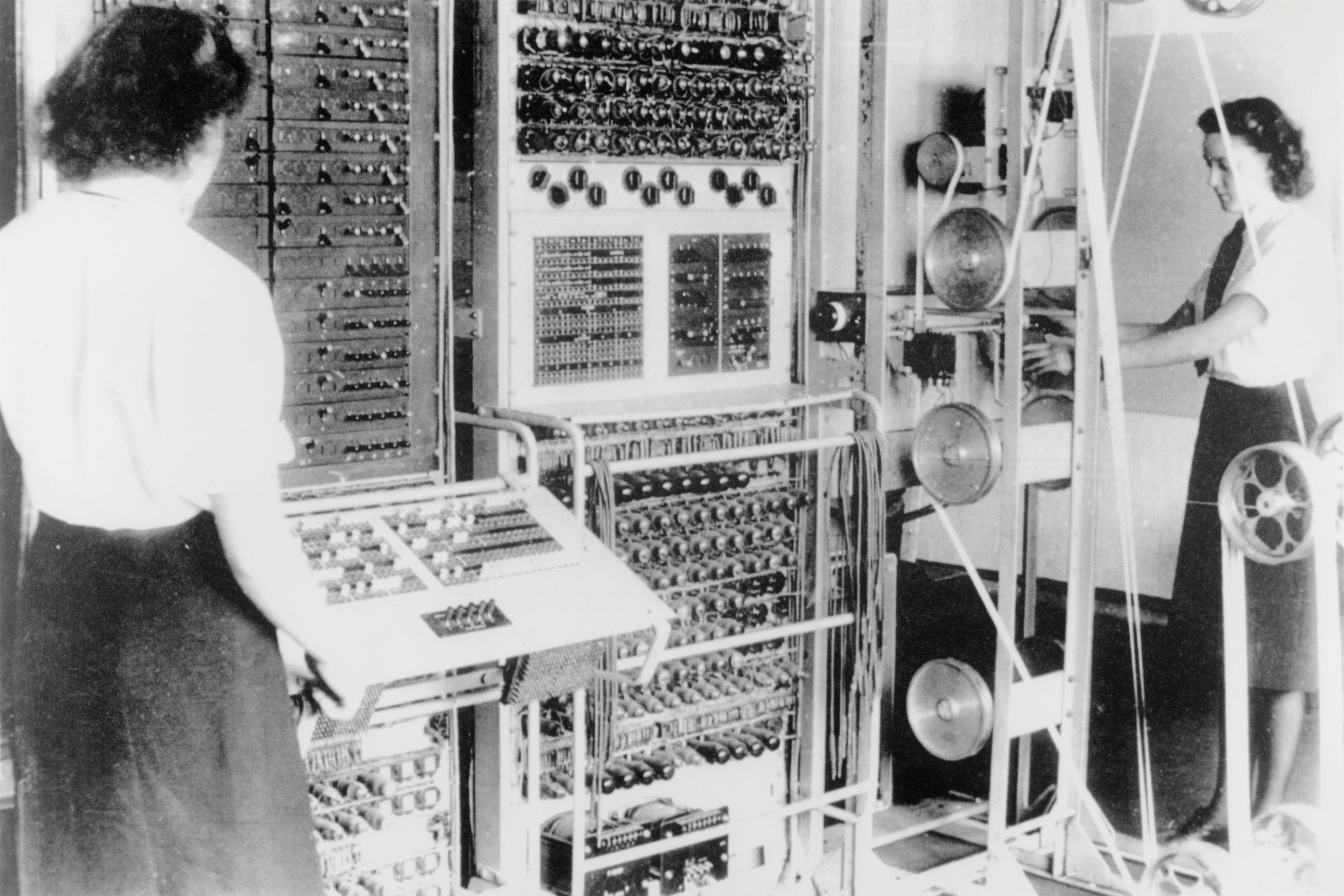
A Colossus, Tommy Flowers kódfejtő gépe

Németországban Zuse szintén továbbfejlesztette korábbi programozható számológépét 1939-ben Z2, majd 1941-ben Z3 néven. Ez utóbbi tekinthető az első szabadon programozható, teljesen programvezérelt számítógépnek. A Z3 22 bites szavakkal dolgozott, memóriájában 64 adatszót tudott tárolni, mint elődei, a Z1 és Z2. Felépítése a mai gépekhez hasonlít: processzort (aritmetikai-logikai egységet (ALU) és vezérlőegységet (Control Unit, CU)), memóriát, bemeneti egységet (szalag) és kimeneti egységet tartalmaz. Az elektromechanikus szerkezet egy tonna súlyú volt, néhány ezer elektromágneses reléből állt, repülőgépek és rakéták tervezéséhez használták. Egy összeadást átlag 0,7 mp, egy szorzást 3 mp alatt végzett el, a tízes számrendszerbeli számokat már lebegőpontos bináris ábrázolás útján kezelte.
Az 1940-es években megjelentek az olyan analóg számítógépek, amelyek már numerikus egyenletek megoldásait is ki tudták számítani. 1943-ban az angol titkosszolgálat Tommy Flowers matematikus vezetésével megépíttette a Colossust. Ez részben relés, részben elektronikus alapon épül fel, és a második világháborús német katonai rejtjelezőkód megfejtését segítette.
Az első teljesen automatikusan működő számítógépet az Amerikai Egyesült Államokban, a Harvard Egyetemen, 1939-1944-ig tartó munkában készítették el Howard Aiken vezetésével az Automatic Sequence Controlled Calculator-t (ASCC), más néven Mark I-et. A találmány elődeivel ellentétben már tízes számrendszerben számolt.

### Első generációs számítógépek
1943-1946 között készült el az ABC (Atanasoff–Berry Computer) után a második teljesen elektronikus számítógép, az ENIAC (Electronic Numerical Integrator and Calculator) a Pennsylvaniai Egyetemen. Ez még nem Neumann-elvű gép volt, csak a számításhoz szükséges adatokat tárolta, a programot kapcsolótáblán kellett beállítani. Jellemzői: elektroncsővel működött, a programozása kizárólag gépi nyelven történt, sok energiát használt fel, gyakori volt a meghibásodás (átlagosan 15 percenként), a sebessége mindössze 1000 – 5000 művelet/másodperc volt.
A gép súlya 30 tonna volt, és 18 ezer rádiócsövet tartalmazott. A rádiócsövek nagy hőt termeltek. A programozáshoz 6000 kapcsolót kellett átállítani.
Az elektronikus számítógépek logikai tervezésében kiemelkedő érdemeket szerzett a magyar származású Neumann János. Alapvető gondolatait – a kettes számrendszer alkalmazása, memória, programtárolás, utasításrendszer – Neumann-elvekként emlegetjük.
Neumann János irányította az EDVAC megépítését is 1944-ben, amelyet 1952-ben helyeztek üzembe. Ez volt az első olyan számítógép, amely a memóriában tárolja a programot is.
Ennek a számítógépnek a terve és a továbbfejlesztett Neumann-elvek alapján készülnek a mai számítógépek is.
A számítógépek nagy része ekkor még hadi célokat szolgált. Az 1950-es évek elejéig a számítógépeket elsősorban a röppályaelemzésben, a modern haditechnikai eszközök kutatásában használták, valamint a tudósok csillagászati számítások elvégézésre (az első csillagfejlődési kódokra).
A számítástechnika korszaka hivatalosan 1951. június 5-én kezdődött, amikor az első UNIVAC-ot (Universal Automatic Computer) leszállították az Egyesült Államok Népszámlálási Hivatala számára.
Az UNIVAC már szöveges információt is tudott kezelni.
Az UNIVAC volt az első, kereskedelmi forgalomban elérhető számítógép.
Az Egyesült Államokban 1955-ben már 46 UNIVAC számítógépet helyeztek üzembe.
Az első Európában sorozatban gyártott számítógép a Sztrela első példánya 1953-ban készült el. Az UNIVAC-ot követően a Sztrela volt a világ második sorozatban gyártott számítógépe. 1956-ig összesen 7 példány készült belőle, ezek különböző akadémiai intézetekbe és a Moszkvai Állami Egyetemre kerültek.
1951-ben Neumann az Institute for Advanced Study (IAS) kutatóintézetnél megépítette az IAS-komputert, amely a nagy amerikai tudományos intézetek digitális elektronikus számítógépeinek mintájául szolgált a következő években.

### Második generációs számítógépek
1958 – 1965: A második generációs számítógépek már tranzisztorokat tartalmaztak – ami lecsökkentette a méretüket –, valamint ferritgyűrűs tárakkal látták el őket. Ezeknél a gépeknél jelenik meg a megszakítás-rendszer, amelyekkel a hardveres jelzéseket a számítógépek kezelni tudják. Ekkor jelentek meg az operációs rendszerek, valamint a magas szintű programozási nyelvek pl.: FORTRAN.
Az első, korai tranzisztoros számítógépek a Manchesteri Egyetem találóan Transistor Computer elnevezésű gépe (Anglia, 1953), a TRADIC (USA, 1954), Harwell CADET (Anglia, 1955), Mailüfterl (Ausztria, 1958) és TX–0 (USA, 1955-1956) számítógépek voltak.
Röviddel a kezdeti kísérletek után megjelentek a kereskedelmi célú tranzisztoros gépek – ezek első képviselője az 1957-ben piacra dobott IBM 608-as –, és elkezdték leváltani elektroncsöves elődeiket. A népszerű gépek közé tartoztak például az IBM 700/7000 sorozata (pl. 7040, 7070, 7090 modellek) és az IBM 1410.
Memóriaként mágnestárat használtak, a háttértár mágnesszalag, majd mágneslemez. Ezek a gépek 50 000-100 000 művelet/másodperc sebességet értek el.

### Harmadik generációs számítógépek

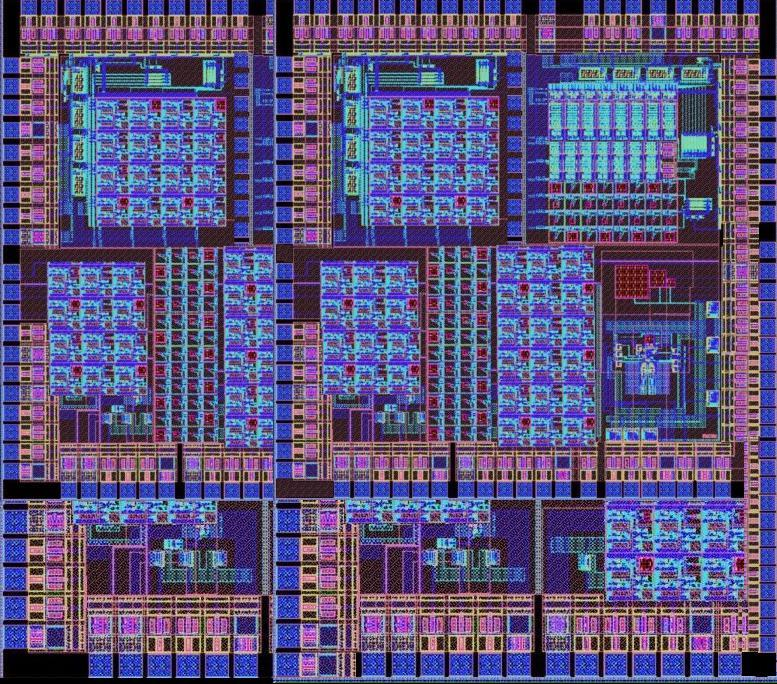
Integrált áramkör nagyított belső képe

A harmadik generációs számítógépek abban tértek el legfőképpen az előzőektől, hogy már integrált áramköröket használnak, amiket 1958-ban találtak fel. Ezek képesek voltak arra, hogy egy időben több feladatot is használjanak, a multiprogramozásnak és a párhuzamos működtetésnek köszönhetően. Megjelent a grafikus monitor, és a programozási nyelv is közérthetőbbé vált (BASIC). Fejlődésnek indult az adatátvitel is.
Az 1960-as évektől kezdve párhuzamos események sorozata idézi elő a fejlődéssel járó változásokat egészen napjainkig. Ez a generáció az úgynevezett miniszámítógépek gyártásának tömegessé válásával indul.
1961-ben az IBM bemutatja a Stretch nevű számítógépet, ami egy tranzisztoros számítógép, 64 bites adatátvitellel, és multiprogramozott üzemmódban fut. 1962-ben Ken Iverson megalkotja az APL programnyelvet (A Programming Language). Ugyanebben az évben az IBM piacra dobja az 1311-es hordozható lemezt, és a Rand Corporationnal létrehozza az első általános szimulációs nyelvet a SIMSCRIPT-et, amiből később a GPSS fejlődik ki.
1963-ban a General Motors és a MIT Lincoln Laboratories kifejleszti a párbeszédes grafikus felületet (DAC-1, Sketchpad). Ezt használták CAD-es tervezésnél. A Sketchpad használta először a fényceruzát, amelyet Ivan Sutherland fejlesztett ki. Szintén 1963-ban a DEC már forgalmazza az első PDP-5-ös minikomputert.
1964 is termékeny év, az IBM bejelenti a 360-as rendszert, ami az első kompatibilis számítógépcsalád. Ennek részeként az IBM kifejleszti a PL/1 általános célú programozási nyelvet (az ezt megelőző nyelveket általában specifikusan egy-egy feladatcsoportra szánták). A Control Data Corporation (CDC) bemutatja a CDC 6000-est, amely 60 bites szavakat használ és párhuzamos műveleteket végez, majd később árulni kezdi a 6600-ast, amit Seymour Cray tervezett, és ami az akkori évek leggyorsabb számítógépe volt. Ekkor Tom Kurtz és Kemény János (John Kemeny) megalkotja az első time-sharing programnyelvet, ez volt a BASIC. Eközben M. R. Davis és T. D. Ellis kifejlesztik a grafikus felületet (Graphic tablet) a Rand Corporation-nél.
A számítástechnika fejlődésének következtében a CDC megalapítja 1965-ben a Control Data Institute-ot, amely biztosítja a számítógépes képzéseket. Ekkortájt a Digital Equipment Corporation árulni kezdi a PDP-8-at, ami az első minikomputer. Az IBM szállítani kezdi az első 360-as rendszert, ami az első integrált áramkör alaplapú számítógép, vagy más néven harmadik generációs komputer.
1967-ben DEC bemutatja a PDP–10-es számítógépet. A rákövetkező évben az Univac bemutatja a 9400-as számítógépet.
1969-ben Edson deCastro bemutatja a Nova nevezetű 16 bites miniszámítógépet. De nem csak ezért érdekes ez az év, ekkor rendezik az első nemzetközi MI (mesterséges intelligencia) konferenciát valamint az IBM szétválasztja a hardvert és a szoftvert és bevezetik a minikomputer-vonalat, a System/3-at. Nicklaus Wirth megírja a PASCAL fordítóprogramot és telepíti a CDC 6400-asra. 1970-ben a DEC legyártja az első 16 bites minikomputert, a PDP-11/20-ast, a Data General legyártja SuperNova nevű számítógépét.
1970-ben az IBM bemutatja az első 370-es rendszert.
1971 hozza a nagy fordulatot: John Blankenbaker megépíti az első személyi számítógépet a Kenbak I-t.

### Negyedik generációs számítógépek
A 4. generáció kezdetének a világ első mikroprocesszorának megjelenését tekintjük.
- 1974: IBM CLIP4.
- 1975: Az Altair 8800 számítógépre az első magas szintű programozási nyelvet Bill Gates és Paul Allen fejlesztette ki, így megalapítják a Microsoft céget.
- 1976: Texas Instruments TMS9900 az első kereskedelmi forgalomban kapható 16 bites mikroprocesszor.
- 1980: Sinclair ZX80-as az első "olcsó" otthoni számítógép – Z80 CPU, 1KiB RAM, 4KiB ROM.
- 1981: a Xerox Star rendszer, az első WIMP rendszer.
- 1981: Sinclair ZX81, a ZX80 utódjaként és nagy mennyiségben eladott otthoni számítógép
- 1981: Hewlett-Packard szuperchip.
- 1982: Commodore 64.
- 1982: Intel 80286 mikroprocesszor.
- 1983: IBM PC/XT Intel 8088 CPU, 10 MiB merevlemezes tároló.
- 1984: IBM PC/AT Intel 286-os CPU.
- 1985: Inmos cég, T414 transputer.[5]
- 1986: Intel 80386.
- 1987: IBM PS/2 termékcsalád.
- 1988: Compaq Deskpro 386-os.
- 1989: Wafer-skálájú szilícium memória chip.
- 1993: Personal Digital Assistant: kézírás-felismerő gép.

Ezt a generációt már átlagemberek is használták.
A processzor a számítógép és a számítógép alapú berendezések központi modulja, a gépi számítógépek negyedik generációját 1971-től 1991-ig számíthatjuk. Nincsenek alapvető változások a számítógépek szervezésében, csupán a korábbi megoldásokat tökéletesítik. Ezek már nagy integráltságú integrált áramköröket használnak. Erre a generációra jellemző, hogy a szoftvergyártás óriási méretűvé válik. A szoftverek árai elérik, egyes esetekben meg is haladhatják a hardverét.
1973-ra megjelent a merevlemez, a „winchester”, amit az IBM a 3340-es modelljében használt.
1974: Az Intel bemutatja a 8080-as, 8 bites mikroprocesszort, amelyet számos személyi számítógépben használnak.
1975-re a MITS bemutatja az Altair-t. A készlet 397 dollárba kerül, amelyben egy 256 bájtos komputer van. A kivitel és bevitel kapcsolókból és lámpákból áll. Altair-re az első Basic értelmezőt Ed Roberts és Bill Gates készítette.

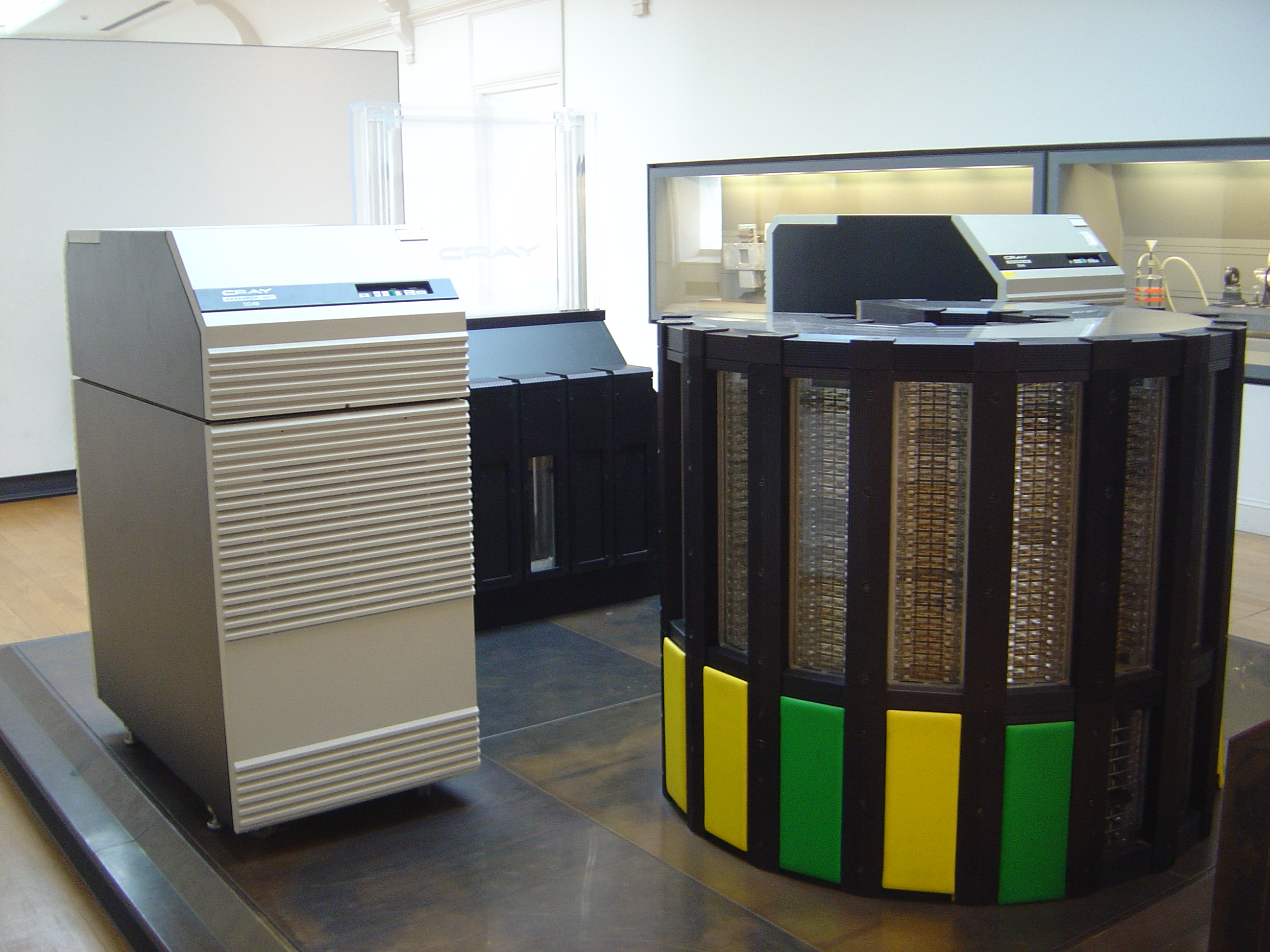
A Cray-2 a világ leggyorsabb számítógépe volt a 80-as évek közepén

1976-1981-ig számos cég rukkol elő fejlesztéseivel, például a NEC, a Zilog, az Apple, a DEC, a Datapoint, a CDC, a Next stb.
1981-ben a Commodore bemutatja a VIC-20-as házi számítógépet (home computer), amelyet több mint egymillió példányban adnak el. A személyi számítógép piacra betör az IBM. Szintén ekkor az Osborne Computer bemutatja az Osborne 1-et, ami az első hordozható számítógép.
Nemcsak a méret és a technikai megoldások fejlődtek, a sebesség is változott: 1987-re a Cray kutatói bemutatják a Cray 2S-t, amely 40%-kal gyorsabb a Cray 2-nél. Nagyon meghatározó év az 1987-es, mert ekkor a Texas Instruments bemutatja az első mikroprocesszor chip-et.
1988-ban a háromdimenziós grafikus alkalmazások céljaira létrehozták az Apollo nevű első grafikus szuperszámítógépet. A Next felavatja azt az újító jellegű munkaállomást, amely az első törölhető optikai lemezt használja elsődleges háttértárolónak.
1989-ben az Apple bemutatja a régóta várt hordozható Macintosh-t. A Poqet pedig az első zsebben hordozható MS-DOS operációs rendszerrel rendelkező számítógépet. A Grid létrehozza a laptop számítógépet, mely úgynevezett érintőpaddal rendelkezik, ami felismeri a kézírást. Ezt nevezik GridPad-nek. Az elemmel is működő notebook számítógépet, amelyben merev- és hajlékonylemez is van, Compaq's LTE és LTE/286 néven forgalmazzák. Megérkezik az első EISA-adatbusszal rendelkező személyi számítógép.
1990 az az év, amikor az IBM piacra dobja a PS/1-et, amelyet otthoni és munkahelyi irodák számítógépjeként reklámoz. A Microsoft az IBM, Tandy, AT&T és más cégekkel együtt kidolgozza a szoftverek multimédiás alkalmazhatóságát.
1991: Bemutatkozik az első általános célú toll-vezérlésű számítógép, a Go Corp. elkészíti operációs rendszerét, a PenPoint-ot.
1992-ben az Intel egy új mikroprocesszort készít Pentium néven, mely az 586-os nevet váltja fel.
1993-ban a Pentium alapú rendszerek árusítása beindul és az Apple piacra dobja a Newton MessagePad-et, ami az első Newton számítógép, személyi asszisztensként működik. Végül a Compaq bemutatja a Presario-t. A PC-család célja az otthoni piac.

### Ötödik generáció 1991-től napjainkig
Egyik jellemzőjük, hogy párhuzamos és asszociatív működésű mikroprocesszorokat alkalmaznak. A problémaorientált nyelveket próbálják tökéletesíteni, erre egy kezdeti kísérlet a Prolog programozási nyelv. A számítógépeket úgy tervezik, hogy minél több áramköri elemet szűkítsenek bele egyre kisebb méretű mikrochipekbe, azonban ennek hamarosan elérjük a fizikai határait, ezért új gyártási módszerekre és működési elvekre van szükség.
Napjainkban már fejlesztik az optikai számítógépet, aminek lényege az, hogy nem elektromos, hanem sokkal gyorsabb fényimpulzusok hordozzák az információt. Zajlik a kvantumszámítógép kutatása is.

## Magyarok a számítógép történetében
Neumann Jánost a modern számítógép atyjának tekinthetjük. Neumann azonban több más amerikai magyar emigráns tudóssal is együtt dolgozott, akik szintén szerepet vállaltak a számítástechnika fejlődésében. Ezek közé sorolható Kemény János (1926-1992), aki a Dartmouth Kollégium rektoraként kötelezővé tette a számítógépek (terminálok) használatát a bölcsész és jogi karon is, és e célból megalkotta az elvont gépi programozás helyett a BASIC nyelvet. Szintén Kemény János nevéhez fűződik az osztott idejű számítógép hálózat is, melyet az IBM első Robinson-díja ismert el. Kemény munkájában a fizikus Szilárd Leó közreműködött, ő vezette be az információ elemi kvantumát (igen/nem), amit ma a bit néven ismerünk. Megemlítendő még a Time hetilap által 1997-ben az év emberének nevezett Andrew Grove (Gróf András) is, aki az Intel vezéreként évente megtöbbszörözte a mikroprocesszorok sebességét.

## A számítógép története Magyarországon

### Az első magyarországi számítógépek
1957-ben elkészült az első hazai tervezésű és kivitelezésű elektromechanikus számítógép. Ezt a gépet Kozma László építette a Műszaki Egyetemen (MESZ-1). A mai szóhasználattal számítógép, azonban amikor épült, a magyar nyelvben még nem létezett a számítógép szó, ezért ő következetesen számológépnek nevezte. Oktatási célra készült, és jelfogók (relék) dolgoztak benne. RAM memóriája 2x12 db 27+5 bites szó tárolására volt képes (kb. 99 bájt). Háttértára nem volt. A programot kilyukasztott fóliákkal vitték be egy külső programlap leolvasóba. A programfutáshoz szükséges változókat egyszerű számbillentyűzeten lehetett beírni. Az eredményt hagyományos írógép írta ki.
Ezzel párhuzamosan szintén 1957-ben építették az MTA Kibernetikai Kutató Csoportjában (KKCS) az első magyar építésű elektronikus számítógépet, az M–3-at, szovjet tervek felhasználásával és továbbfejlesztésével. Ez már 5 kilobyte-os memóriával rendelkezett. A végleges változat csak 1959-re készült el. S hogy mire is lehetett használni ezt a szerkezetet? Például tervhivatali mátrixokat számolt ki, bonyolult matematikai és nyelvészeti problémákat oldott meg, és az épülő Erzsébet híd statikai számításainak az ellenőrzését is el tudta végezni.
Az M–3-nak mindössze 3 m² alapterületre volt szüksége, de a hűtésről gondoskodni kellett, hiszen a több száz elektroncső pillanatok alatt befűtötte a termet. A programozása kezdetekben nagy nehézséget jelentett, a programozók tapasztalatlanok voltak, így ha valahol elakadt a program, akkor a futtatást elölről kellett kezdeni, ami a sebessége mellett nagy időveszteséget jelentett. Az input-output információkat 5 csatornás lyukszalag (telex) segítségével oldották meg. A gép, mint minden számítógép mind a mai napig, kettes számrendszerben működött. A jobb olvashatóság kedvéért, a be és kimeneti perifériák nyolcas számrendszerben kérték a gépi kódú programokat és adatokat, és így jelenítették meg az eredményeket is. Az M–3 operációs rendszer nélküli gép volt. A programozása gépi kódban történt. A memóriája 1024 szavas, 31 bites szavakból állt.
Érdekesség: Az M–3 költsége csak töredéke volt az Egyesült Államokban ekkoriban használt UNIVAC számítógépekének.
1961-ben jött létre az MTA második számítástechnikai központja a KFKI-ban, itt egy Ural–1-et installáltak. 1962-ben pedig a Nehézipari Minisztérium kutatóközpontjában egy Elliot–803-as gép kezdte meg működését.
A Kibernetikai Kutató Csoportból 1960-ban megalakul a Magyar Tudományos Akadémia Számítástechnikai Központja. Itt 1965-ben az M–3-ast egy már két évvel korábban megvásárolt Ural–2-re cserélték le. Ez a csere nem volt túl szerencsés, az Ural–2 nem váltotta be a hozzáfűzött reményeket. Elektroncsöves gép volt, és még az Ural–1-gyel sem volt kompatibilis.
A számítástechnika fejlődése felgyorsult. 1967-ben már 48 számítógép üzemelt Magyarországon. A kutatóközpontok mellett már nagyobb ipari üzemek is rendelkeztek számítógéppel, mint például a Diósgyőri Lenin Kohászati Művek (Bull-Gamma). Rá két évre ez a szám gyakorlatilag megduplázódik, és 1969-ben már 86 számítógép üzemel, igaz az állomány rendkívül tarka, 17 gyártó 31 különböző géptípusa található meg ekkor az országban.

#### A „számítógép” szó a magyar nyelvben
A magyar nyelvben a számítógép szó 1958-ban jelent meg. A kifejezést Münnich Antal javasolta, eleinte nehezen fogadták el az új szakkifejezést. 1958-ig a számítógépekre is a számológép kifejezést használták. Ennek következménye, hogy az ebből az időszakból fennmaradt dokumentumok, publikációk értelmezésénél figyelni kell, hogy a két eltérő eszköz közül pontosan melyikről szól az adott írás. 1958-tól kezdett el terjedni a számítógép szó, még az 1970-es évek közepén sem volt egységes a használata, még szakirodalmakban, szakmai kommunikációban sem. Gyakorlatilag az 1970-es évek végére szilárdult meg a számítógép kifejezés és vált egyértelműen külön a számológép szótól, és lett egyértelmű a magyar nyelvben a számológép és a számítógép elkülönítése.

### Második generációs számítógépek a 70-es években
1972-ben az MTA Számítástechnikai Központja végre egy viszonylag modern nyugati számítógépet kap (CDC 3300), és ezzel szinte egy időben 1973-ban összevonásra kerül az Automatizálási Kutató Intézettel (AKI), és létrejön a ma is ismert SZTAKI.
1968-ban megalkották az első TPA-t (Tárolt Programú Analizátor), amely tranzisztoros felépítésű volt.
Négy évvel később megjelent a TPA-i (majd az ezt követő szériák), ami néhány év múlva tömeggyártásban készült.
1969-ben az EMG is elkészítette – teljesen nulláról indulva – második generációs számítógépét, a tranzisztoros felépítésű EMG 830-at, ami a maga korában – legalábbis nálunk – nagyszámítógépnek számított, mert mágneses adattárolói is voltak.
1971 elején 120 számítógép működött Magyarországon, ez 1977 végére 521 kis és 329 mini kategóriájú számítógépre módosult, de ebben már egyre több harmadik generációs gép is volt.

### Harmadik generációs számítógépek
A harmadik generációs számítógépek igen hamar megjelentek Magyarországon is, amiben közrejátszott, hogy könnyebbé vált a nyugati alkatrészek beszerzése, főleg azoknál a vállalatoknál, amiknek kemény valutában realizált bevételei voltak. Többféle menetrend volt.
Az akadémiai kutatóintézetek folytatták a már korábban megkezdett „reverse engineering” tevékenységüket, pl. a KFKI a jól bevált DEC PDP család újabb tagjai alapján a szinte tökéletes hardver- és szoftverkompatibilitást nyújtó TPA gépcsaládot hozta létre – a PDP számítógépvonal még a nyolcvanas években is folytatódott a VAX családdal.
Az 1960-as évek végén az EMG kifejlesztette az EMG 830 géptípust, amit 1970-ig gyártottak. Ennek utolsó változata az EMG 840-es volt, amely már integrált áramkörös megvalósítású harmadik generációs gép volt. Ebből összesen egy példány készült.
A korábbi EMG 830 fejlesztéshez hasonlóan a VILATI nulláról indulva 1973-ra létrehozta a Practicomp 4000 kisszámítógépet, amiből százas nagyságrend készült, nagyrészt hazai felhasználásra. A legnagyobb megrendelő a Magyar Néphadsereg volt, ahol 40-nél több gépet rendszeresítettek számviteli feladatokra, de sok helyen ipari folyamatvezérlésre is használták, kihasználva a fejlesztők közelségét.
Külön kategória volt a BME közreműködésével elkészült EMG 666 asztali számítógép, ami a megszokott kisszámítógépeknél méretben, képességekben kisebb, de árban is kedvezőbb volt. Emiatt 2500 darabot adtak el, főleg ipari, folyamatszabályozási feladatokra.
A harmadik generációs kisgépek versenyét végül a Videoton (és a vele együttműködő SZKI) nyerte. Először az akkoriban formálódó IBM 360 alapú ESZR gépcsalád legkisebb tagját akarták megcsinálni, de végül – legalábbis a központi egység vonatkozásában – külön útra léptek, és „reverse engineering” helyett a francia CII cégtől megvették egy célnak megfelelő gép licencét, és – részben ESZR perifériákkal kiegészítve – ebből lett a közismert R–10.